# Concílio de Hipona
O Concílio de Hipona, também conhecido como Sínodo de Hipona Regia, foi um concílio regional africano da Igreja Católica, realizado em 393, no qual foi estabelecido o Cânon bíblico.

## Localização e participantes

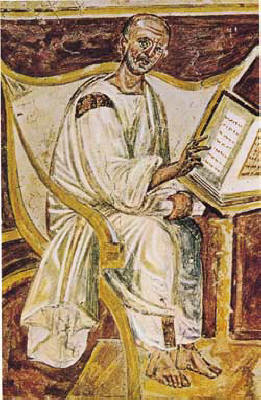
Santo Agostinho, líder do Concílio, num afresco do Século VI, da Basílica Lateranense.

Hipona (hoje Annaba) foi uma antiga cidade situada onde hoje se encontra o território da Argélia. No outono de 393, os bispos do Norte da África foram convocados à sede do episcopado, sob a liderança do bispo local, Valério, do Primaz de Cartago, Aurélio, e do então presbítero  Agostinho, que assumiria o bispado três anos depois.
Visando reconquistar a unidade da Igreja – que aconteceria posteriormente graças ao carisma apologético de Agostinho – Santo Aurélio de Cartago cordialmente estendeu o convite e acolheu também aos bispos donatistas que, por estarem vinculados ao Antipapa Ursino, incorriam em cisma. O fato é que mais da metade dos bispos dessa região pertencia ao movimento donatista.
O Papa Sirício, embora diligente na administração da Igreja, não participou deste sínodo regional. No entanto, as deliberações finais foram expressamente submetidas a ele, nestes termos: «Ad confirmationem huius canonis, Ecclesia trans mare consultatur» («Sobre a confirmação deste cânon, se consultará a Igreja do outro lado do mar», ou seja, Roma). Sob seu pontificado e ainda sobre a confirmação da lista dos livros inspirados, foram realizados outros dois sínodos regionais, um em 394 e outro em 397. O Papa Sirício, por sua vez, deu particular atenção à observância do cânon pelo clero e pelo laicato.

## As questões doutrinárias
O Concílio discutiu e reafirmou a origem apostólica do celibato clerical, definindo-o como um requisito para todos os ordenados.
No entanto, os bispos foram convocados sobretudo a fim de discutir e deliberar sobre a lista oficial dos livros que deveriam ser considerados como de divina inspiração e que, portanto, deveriam compor a Bíblia e ser proclamados no culto nas comunidades. A motivação nascia das dúvidas geradas no Século III sobre o emprego, pelos cristãos, dos livros assim chamados deuterocanônicos. As causas originavam-se das discussões com os judeus que, depois do Concílio de Jamnia – sínodo judaico realizado no início do Século II que, entre outras coisas, estabeleceu um cânon próprio – rejeitavam a canonicidade destes livros e de trechos de Ester, Cântico dos Cânticos e Daniel.
Alguns Padres da Igreja, por sua vez, também relataram tais questionamentos em seus escritos, como, por exemplo, Atanásio de Alexandria (373), Cirilo de Jerusalém (386), e Gregório de Nazianzo (389); ao passo que outros mantiveram-nos como inspirados, como, por exemplo, Basílio de Cesareia (379), Agostinho de Hipona (430), Jerônimo de Estridão (420) e  Leão I (461).
As discussões do Concílio se concentraram, todavia, sobre uma lista que já havia sido proposta no Sínodo de Laodiceia, em 363, e pelo Papa Dâmaso I, em 382.

## OSummariumdo Concílio
Ainda que os originais do documento conciliar tenham se perdido, seu Summarium foi transcrito e devidamente aprovado no Concílio de Cartago, nestes termos:
| “ | Cânon XXXVI: Além das Escrituras Canônicas, nada deve ser lido sobre o título de Divinas Escrituras. E as Escrituras Canônicas são: Gênesis, Êxodo, Levítico, Números, Deuteronômio, Josué, Juízes, Rute, os quatro Livros dos Reis [ I, II, III e IV ], os dois Livros do Paralipômenos [ I Crônicas e II Crônicas ], Jó, o Saltério de Davi, os cinco Livros de Salomão [ Provérbios, Eclesiastes, Cântico dos Cânticos, Sabedoria, Sirácida ], os doze Livros dos Profetas [ Oseias, Joel, Amós, Abdias, Jonas, Miqueias, Naum, Habacuque, Sofonias, Ageu, Zacarias, Malaquias ], Isaías, Jeremias, Daniel, Ezequiel, Tobias, Judite, Ester, os dois Livros de Esdras [ Esdras e Neemias ] e dois Livros dos Macabeus [ I e II ]. E do Novo Testamento: quatro Livros dos Evangelhos, um Atos dos Apóstolos, treze epístolas de Paulo, uma do mesmo aos Hebreus, duas de Pedro, três de João, uma de Tiago, uma de Judas e o Apocalipse de João. Sobre a confirmação deste cânon se consultará a Igreja do outro lado do mar. A leitura da Paixão dos Mártires será permitida na celebração de seus respectivos aniversários. | ” |
|   | — Hipona, 8 de outubro de 393. |   |

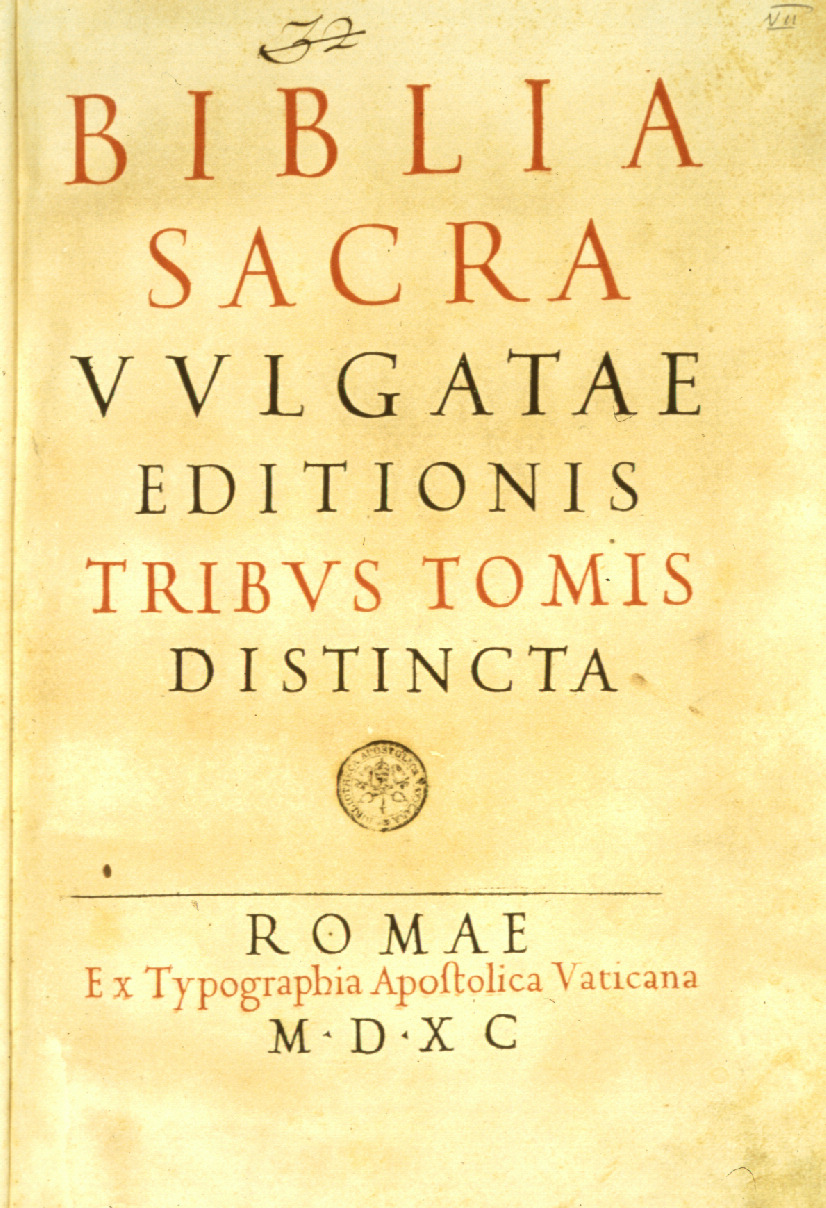
A Vulgata, versão latina da Bíblia, composta à época do Concílio por São Jerônimo, a partir da Septuaginta.

A Bíblia cristã, portanto, possuía 71 livros (ou 73, se, ao contrário da Septuaginta, contarmos Jeremias, Lamentações e Baruque distintamente): 44 no Antigo Testamento e 27 no Novo Testamento. O Cânon definido pelo Concílio de Hipona é adotado pela Igreja Católica também atualmente. A Igreja Ortodoxa o aceita, acrescentando-lhe outros textos, como III Macabeus, IV Macabeus, Odes de Salomão, Prece de Manassés, Saltério de Salomão, além do Salmo 151: prática também adotada pela Igreja Anglicana, não obstante rejeitar o Salmo 151.
Mesmo que Martim Lutero tenha traduzido e publicado na sua célebre versão alemã da Bíblia todos os livros cânon hipônico, os Protestantes adotam as decisões deste Concílio apenas no que tange à definição do Cânon para o Novo Testamento, excluindo os deuterocanônicos, considerados por eles como apócrifos no Antigo Testamento, conforme os judeus a partir do Concílio de Jamnia.
Seja como for, o Cânon estabelecido por este sínodo foi posteriormente confirmado pelo III Concílio de Cartago, em 397, e reafirmado em 1441 pela resolução Decretum pro Iacobitis, do Concílio de Florença e, finalmente, em 1546, por meio do decreto De Canonicis Scripturis, do Concílio de Trento.